# Syrmaticus humiae
Il fagiano di Hume (Syrmaticus humiae (Shaw, 1798)) è un uccello della famiglia dei Fasianidi presente, con due sottospecie geograficamente isolate, nel Sud-est asiatico: S. h. humiae dell'estremità orientale dell'India e della Birmania occidentale e S. h. burmanicus della Cina occidentale e di una fascia di territorio che dalla Birmania orientale si spinge a sud fino alla Thailandia. Vive nelle foreste subtropicali aperte intervallate da affioramenti rocciosi e radure erbose.
Con il suo epiteto specifico, lo scopritore della specie, Allan Octavian Hume, volle omaggiare la moglie Mary Ann Grindall Hume. In lingua inglese, pertanto, la specie è quindi nota come Mrs. Hume's Pheasant. Durante un viaggio attraverso il Manipur, Hume vide la coda di una specie sconosciuta di fagiano su un copricapo e in seguito si fece portare alcuni esemplari ancora in vita dagli abitanti del posto.

## Descrizione

### Dimensioni
Il maschio misura 90 cm di lunghezza, dei quali 40-54 spettanti alla coda, per un peso di 975-1080 g. La femmina è leggermente più piccola: circa 60 cm di lunghezza, dei quali 19,5-20 spettanti alla coda, per un peso di 650-850 g.

### Aspetto
La livrea da adulti, che viene assunta entro il primo anno di vita, si presenta con una tonalità e disposizione dei colori sicuramente caratteristiche. In genere la femmina è perfettamente distinguibile dal maschio, essendo più piccola e con colori opachi privi di iridescenze. Nel maschio la tonalità di fondo è marrone mogano lucido attraversato da iridescenze viola intenso; la testa è di colore marrone-oliva, mentre la gola, il collo, la parte superiore del petto e del dorso presentano sfumature blu acciaio. Sulla parte esterna delle ali si delineano tre sottili barre composte da penne bianche, visibili solo quando queste rimangono chiuse; la parte superiore del groppone e le copritrici della coda risultano striate di blu acciaio scuro e nero, mentre la coda è di colore grigio scuro con bande nero-brunastre e mogano. Le zone laterali della testa sono nude e costituite da pelle di colore rosso scarlatto fortemente papillata, ancor più evidente durante il periodo riproduttivo e tipica della maggior parte dei fagiani. Le zampe e il becco sono grigio-avorio. La femmina, pur essendo molto meno vistosa del maschio, è comunque caratterizzata da una certa bellezza, distinguendosi dalle congeneri per i colori contrastanti e sfumati. Nel complesso presenta la parte superiore del corpo bruno-rossastra con piume orlate di bianco, nero e marrone; le ali sono ornate da piccole quanto brevi barre bianco-brunastre. Il petto è marrone castano attraversato da strisce bianche che continuano fino a raggiungere la zona ventrale; la coda si presenta affusolata e con l'estremità bianca. Le porzioni di pelle nuda rosso scarlatta ai lati della testa, seppur presenti, sono notevolmente meno papillate ed evidenti rispetto a quelle del maschio.
Il maschio della sottospecie S. h. burmanicus è molto simile a quello della sottospecie nominale, ma presenta il blu acciaio delle parti superiori del corpo limitato solo alla zona dorsale, mentre il bruno-rossastro ramato che costituisce gran parte della livrea risulta molto più definito rispetto alla forma nominale; il groppone si presenta bianco e nero, anziché blu acciaio e nero come nel S. h. humiae, con riflessi molto più brillanti e barrature delle ali più ampie ed evidenti.

## Biologia

### Comportamento
Celati nel folto della boscaglia, i fagiani di Hume amano particolarmente indugiare ai margini di zone scoscese, evitando per quanto possibile gli spazi troppo aperti dove la vistosa livrea li renderebbe facilmente individuabili. Vivono generalmente riuniti in piccoli gruppi familiari composti da un maschio e da alcune femmine e, nel corso del loro vagabondare, tendono a rimanere il più possibile vicini a ruscelli o torrenti le cui rive abbondano di affioramenti sabbiosi. Si muovono tutti insieme alle prime luci dell'alba e dedicano l'intera mattinata alla ricerca del cibo, per poi riposare appollaiati sopra un ramo o uno sperone di roccia.

### Alimentazione
In Cina, la dieta del fagiano di Hume è costituita principalmente da sostanze di origine vegetale (l'89,4%), in particolare da semi. Questo uccello prevalentemente vegetariano si nutre di nocciole, bacche, semi, radici e gemme, ma anche, in proporzione minore, di vermi e insetti. All'interno dello stomaco di alcuni maschi esaminati sono stati rinvenuti numerosi frutti, piccole castagne, bacche rosse e alcuni serpenti di dimensioni ridotte. In alcuni casi questi uccelli sono stati visti spuntare fuori da cespugli di lampone, con tutta l'impressione di essersene nutriti, ipotesi che sembra essere confermata da altre testimonianze. Occasionalmente, la specie si nutre anche di ghiande e forse di noci di palma. Nel complesso, il fagiano di Hume ricava il suo nutrimento da oltre 40 specie vegetali, tra cui anche pini e querce. Per quanto riguarda la dieta durante il periodo di nidificazione, è necessario puntualizzare che gli adulti mantengono una dieta quasi esclusivamente vegetariana (quasi il 90%), mentre i giovani adottano una dieta composta per oltre il 50% da insetti.

### Riproduzione
La specie è poligama. Ogni maschio è generalmente accompagnato da 2 o 3 femmine. In Cina, la stagione riproduttiva va probabilmente da marzo a luglio, sebbene in natura i nidi siano stati trovati solo nel periodo che va da metà marzo a metà maggio. Il nido è sempre posto sul terreno e di norma viene posizionato sotto ad un cespuglio o sperone di roccia, ma può anche trovarsi fra le radici affioranti di un grosso albero, su un argine ricco di vegetazione, oppure sul bordo di un costone roccioso o in mezzo a erbe alte, e comunque in un luogo asciutto nonché ben drenato. Non abbiamo nessuna informazione sul modo in cui questo fagiano costruisce il suo nido, ma d'altra parte sappiamo che gli esemplari in cattività allestiscono una cavità poco profonda che allargano ulteriormente raspando con i piedi. Questa depressione viene rivestita con alcuni ramoscelli, foglie secche e materiali raccolti a caso dalla femmina, che continua ad aggiungere nuovi pezzi alla struttura e ad ingrandirla man mano che procede l'incubazione. La covata si accresce al ritmo di un uovo ogni due giorni, che viene deposto al crepuscolo. Alla fine della deposizione la covata può comprendere dalle 6 alle 11 uova. L'incubazione dura tra 24 e 28 giorni ed è compito esclusivo della femmina.

## Distribuzione e habitat
Il fagiano di Hume è diffuso nell'estremità orientale dell'India, in alcune parti della Birmania, nella Cina occidentale e nell'estremità settentrionale della Thailandia. Il suo areale è disgiunto e ognuna delle due parti in cui esso è suddiviso è occupata da una sottospecie. Una parte si estende nell'India nord-orientale, dagli stati di Manipur, Mizoram e Nagaland allo Stato Chin nella Birmania occidentale. La seconda si estende nella Cina sud-occidentale attraverso parti dello Yunnan e del Guangxi fino alla Birmania nord-orientale e alla Thailandia.
Il fagiano di Hume vive generalmente nelle foreste aperte di querce (Lithocarpus, Cyclobalanopsis, Quercus) e di pini dello Yunnan (Pinus yunnanensis) ricche di radure erbose sparse, felci e arbusti tra i 1200 e i 3000 m, ma è stato trovato anche in piantagioni di conifere. Predilige una vegetazione erbacea corta e rada, sotto ad alberi sempreverdi; per questo motivo le foreste caratterizzate da un numero elevato di pini sono importanti per la sua sopravvivenza, in quanto accompagnate da uno strato erboso corto e sparso.

## Tassonomia
Come già ricordato, esistono due sottospecie di fagiano di Hume:
- S. h. humiae (Hume, 1881), diffusa in India nord-orientale e Birmania settentrionale;
- S. h. burmanicus (Oates, 1898), diffusa in Birmania nord-orientale, Yunnan e Thailandia settentrionale.

## Conservazione
La specie è classificata come «prossima alla minaccia» (Near Threatened), dato che le popolazioni, seppur in declino, sembrano godere ancora di una relativa stabilità. Tuttavia, in epoca recente la modifica dell'habitat, dovuta principalmente all'eccessivo sfruttamento del territorio, alla deforestazione incontrollata e all'estensione di programmi per lo sviluppo di intere province, ha portato, seppur indirettamente, al suo declino, mentre una minaccia sicuramente più effettiva è rappresentata dalla fortissima pressione data dal bracconaggio.
In India la popolazione viene stimata intorno ai 4000 esemplari, in Birmania intorno ai 6000. Non esistono dati riguardanti il numero di esemplari presente in Cina, mentre in Thailandia si ritiene che ne rimangano tra 200 e 500. La popolazione totale è stimata in meno di 20.000 individui. La specie era considerata piuttosto rara in India, ma a partire dal 2002 è stato scoperto un notevole numero di siti dove essa è presente. In Birmania le popolazioni, per quanto piccole, conoscono una certa stabilità, ed è anche probabile che nelle aree meno accessibili il loro numero sia in aumento; tuttavia, l'esatta consistenza e le condizioni in cui si trovano rimangono per il momento incerte. In Cina sembra che le popolazioni che si trovano all'interno delle aree protette godano di una certa stabilità, mentre nelle zone non sottoposte a controllo il loro numero è in continuo calo. In Thailandia la situazione è quanto mai incerta, non essendoci studi recenti, ma tutto porta a pensare che le popolazioni siano in lento ma costante declino.